# Bahnhof Korschenbroich
Korschenbroich ist ein Bahnhof an der Bahnstrecke Mönchengladbach–Düsseldorf. Das Empfangsgebäude aus den 1880er Jahren steht unter Nr. 091 als Baudenkmal in der Liste der Baudenkmäler in Korschenbroich.

## Lage und Aufbau

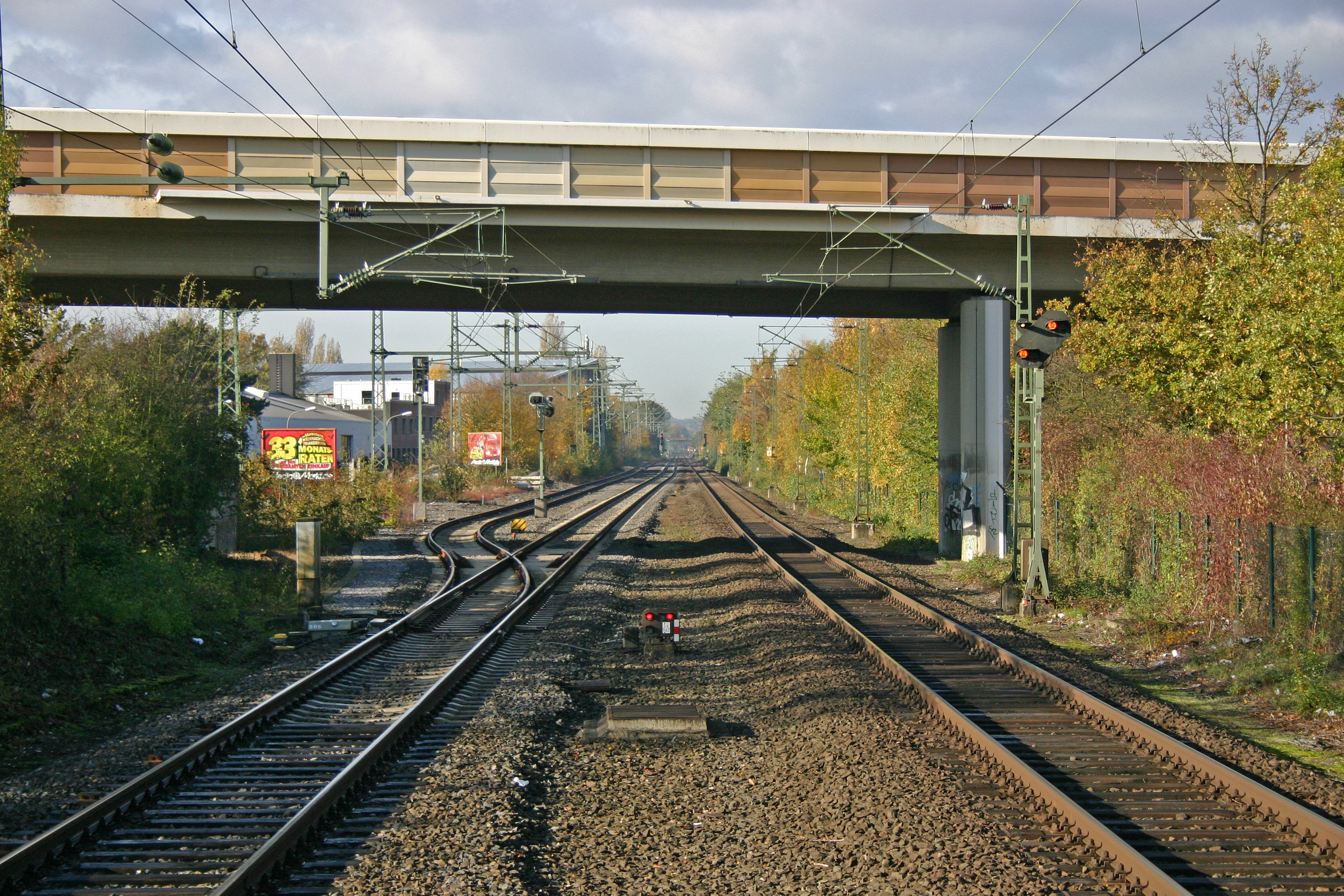
Überholgleis und Überführung der Landesstraße 382, 2013

Der Bahnhof liegt im Norden der Innenstadt von Korschenbroich, erreichbar über die Hindenburgstraße. Er wird durch die hier haltende S-Bahn-Linie S 8 der S-Bahn Rhein-Ruhr und die Buslinien zum Verkehrsknoten für die Korschenbroicher Stadt- und Ortsteile Raderbroich, Herrenshoff, Trietenbroich, Neersbroich und Pesch. Die Buslinien führen nach Giesenkirchen, Rheydt, Wickrath und Mönchengladbach Hbf. Im Norden schließt die Herrenshoffer Straße an, die durch eine reine Wohngegend führt. Im Süden befindet sich eine Mischbebauung aus Gewerbe und Wohnen; in unmittelbarer Nähe zum Bahnhof entsteht derzeit ein großes Seniorenzentrum, in dem ein Altenpflegeheim und Betreutes Wohnen geplant sind.
Der Bahnhof ist verkehrlich sehr gut erschlossen durch die Landesstraßen 381 und 382, die von Süden und Norden den Autoverkehr heranführen. Auf beiden Seiten der Bahnhofsanlage sind große P&R-Parkplätze vorhanden, die auch von Fahrgästen aus den umliegenden Städten und Gemeinden genutzt werden.
Für Überholungen verfügt der Bahnhof westlich der Bahnsteige über ein Ausweichgleis am Regelgleis von Mönchengladbach Hbf. Eine Zugüberholung aus Richtung Neuss Hbf kann nur bei Ein- und Ausfahrt auf dem Gegengleis erfolgen, da das Ausweichgleis nur an dieses angeschlossen ist.

## Geschichte

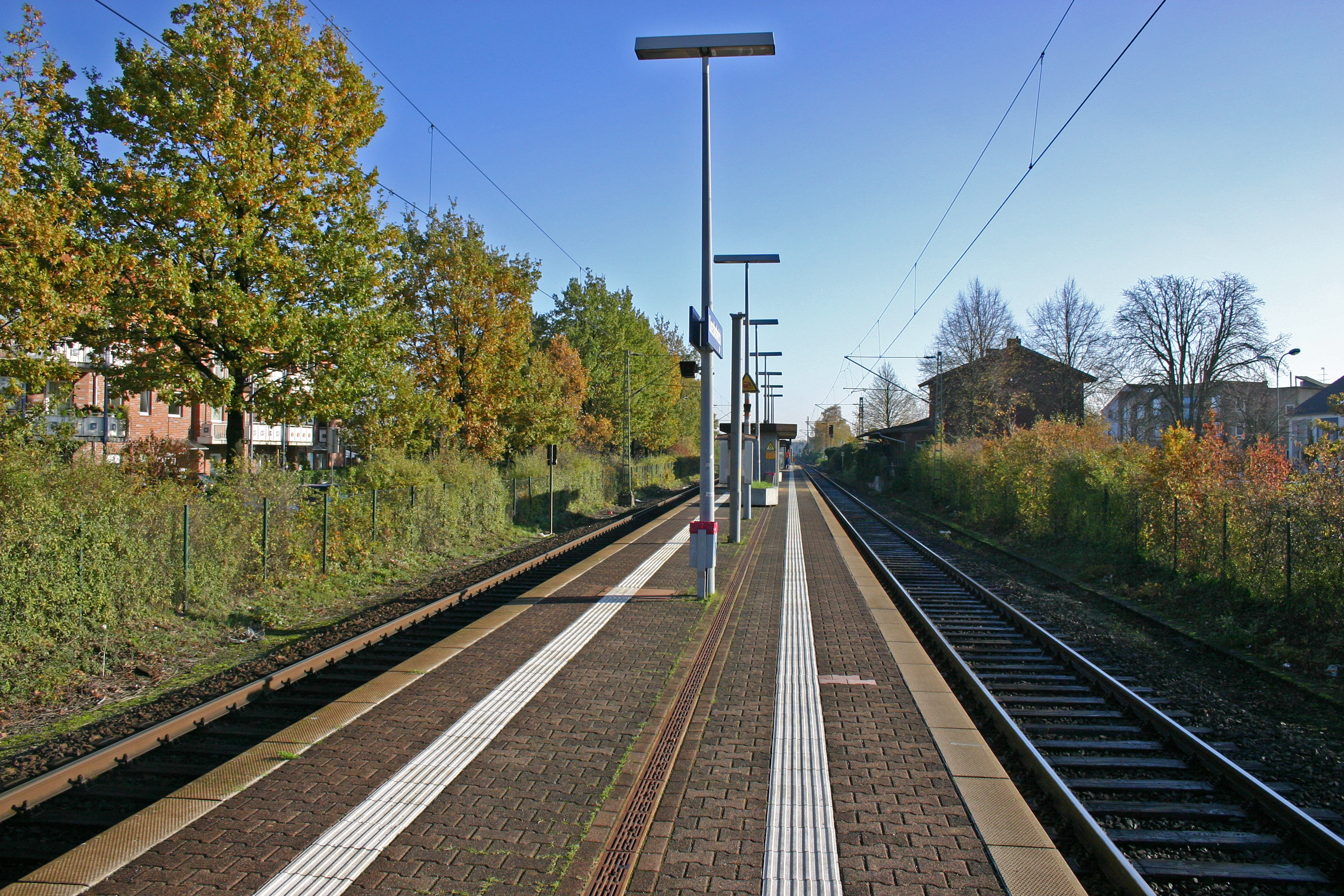
Mittelbahnsteig vor dem Umbau, 2013

Der Bahnhof wurde 1870, aufgrund der verkehrlichen Bedeutung Korschenbroichs, von der Bergisch-Märkischen Eisenbahn-Gesellschaft als Station zwischen Mönchengladbach und Kleinenbroich errichtet. Die Bahnstrecke von Mönchengladbach nach Düsseldorf war bereits 1853 eröffnet worden. Anfänglich war die Station Kleinenbroich, die über ein großes Verladegleis und zwei Güterabstellgleise verfügte, für Korschenbroich und Büttgen zuständig.
Ab Mitte der 1980er Jahre wurde der Bahnhof im Zusammenhang mit dem Bau der Ost-West-S-Bahn (Mönchengladbach – Hagen) umgebaut. Der höhengleich zu erreichende Mittelbahnsteig und der Hausbahnsteig wurden abgetragen und ein neuer Mittelbahnsteig errichtet. Dieser wies statt der bei S-Bahnen üblichen 960 Millimeter nur eine Bahnsteighöhe von 760 Millimetern auf, damit Züge mit Lademaßüberschreitung weiterhin auf der Strecke verkehren konnten. Der Zugang zum neuen Bahnsteig erfolgte über eine Fußgängerunterführung mit einem Treppenaufgang zu beiden Seiten der Strecke. Der östlich gelegene Bahnübergang Hindenburgstraße/Herrenshoffer Straße wurde 1987 geschlossen und eine Überführung 200 Meter weiter westlich als Ersatzbauwerk angelegt. Das ehemalige Empfangsgebäude kaufte die Stadt im Jahr 1988 auf nutzte es fortan als Bürgertreff und Heimatmuseum. Am 29. Mai 1988 nahm die Deutsche Bundesbahn den S-Bahn-Verkehr auf.
Im Jahr 2014 wurde der Bahnhof durch die Deutsche Bahn umfangreich umgestaltet. Der ursprünglich mit dem Betrieb der S-Bahn angelegte Mittelbahnsteig wurde abgerissen und durch zwei barrierefrei gestaltete Außenbahnsteige mit 760 Millimetern Bahnsteighöhe ersetzt. Auch das Bahnhofsumfeld wurde durch die Stadt Korschenbroich unter Bezuschussung durch das Land Nordrhein-Westfalen durchgängig barrierefrei ausgestaltet. Hierzu wurden die vorhandenen Treppen durch Fußgängerrampen ergänzt.
Auf den Bahnsteigen sind keine Überdachungen vorhanden, dafür gibt es Wartehäuser. Gebaut wurden zudem 100 weitere überdachte Fahrradstellplätze und 30 abschließbare Fahrradboxen.

## Bahnhofsgebäude

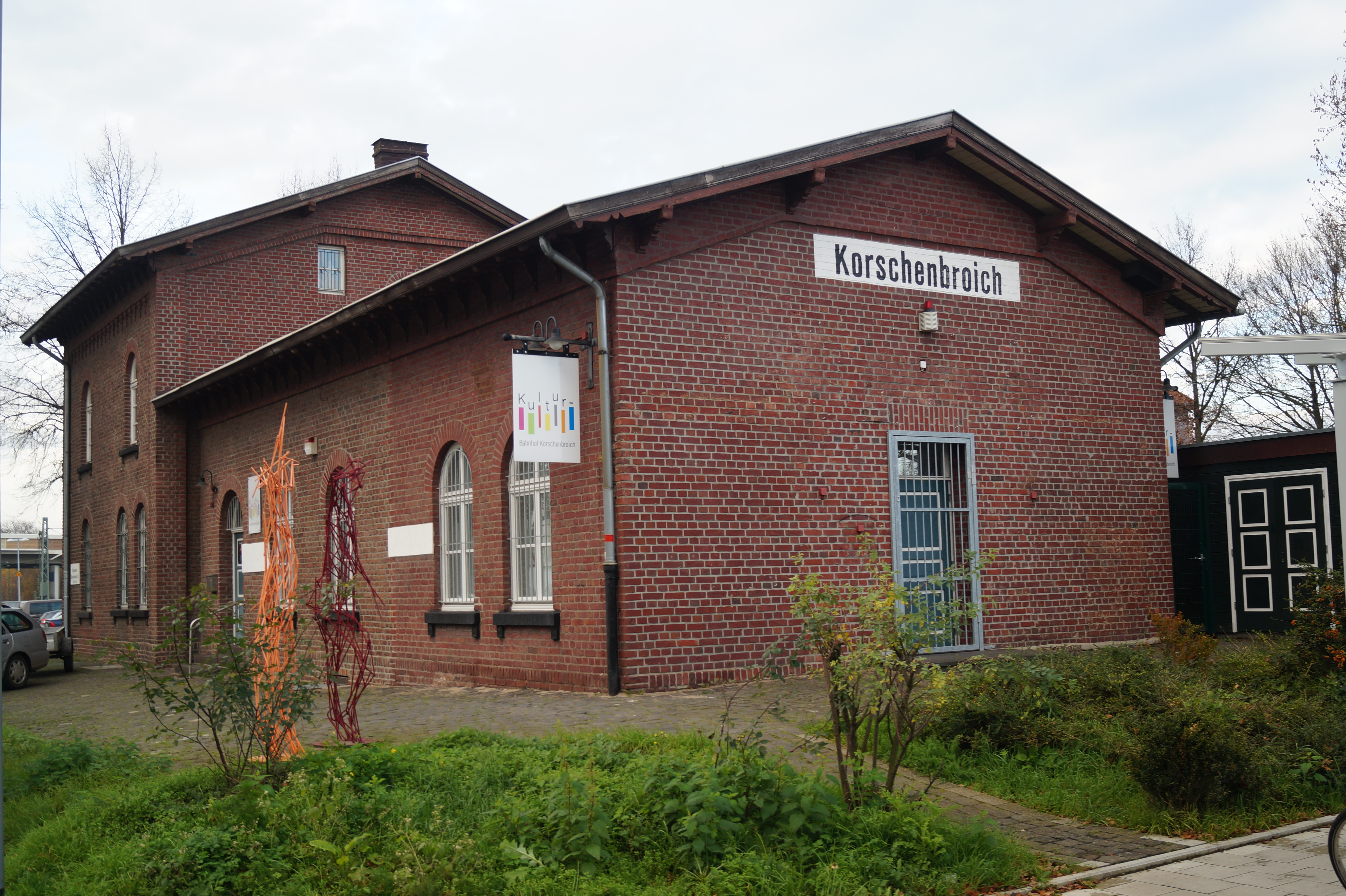
Empfangsgebäude, 2014

Es handelt sich um ein Bauwerk der 1880er Jahre, das heute unter Denkmalschutz steht. Das Empfangsgebäude wurde als traufenständiger Ziegelbau in klassizistischer Bauweise mit flachgeneigtem Satteldach und einem weiten Dachüberstand, mit Giebeln durch Mauervorlagen begleitet, errichtet. Das Gebäude weist zwei Geschosse mit drei Achsen im Erdgeschoss auf. Die rundbogigen Öffnungen erhielten den gleichen Zierrat, den schon die erste Empfangsgebäudegeneration erhalten hatte. Der Baustil schließt an die Gestaltung der Typenbahnhöfe der ersten Generation an. Der schlichte Ziegelbau erhielt später einseitig einen eingeschlossenen, dreiachsigen Anbau, ebenfalls mit rundbogigen Öffnungen, der noch einmal später um zwei Achsen erweitert wurde. Die erste Erweiterung enthielt den Durchgang zum Bahnsteig, die letzte Erweiterung war für die Bahnhofgaststätte vorgesehen.
Das Gebäude des alten Bahnhofs Korschenbroich beheimatet heute den Kulturbahnhof Korschenbroich, der vom Heimatverein Korschenbroich e. V. sowie vom Förderverein Alter Bahnhof Heimatmuseum e. V. betrieben wird. Hier finden regelmäßig in einem angemessenen Ambiente Wechselausstellungen und sonstige kulturelle Veranstaltungen wie Konzerte, Vorträge und Lesungen statt. Im linken Gebäudeteil des Kultur-Bahnhofes befindet sich das Heimatmuseum. Dort wird in einer Dauerausstellung auf drei Etagen die Geschichte der Stadt Korschenbroich und des Bahnhofes präsentiert.

### Denkmalbeschreibung
Das Gebäude wurde unter Nr. 091 am 18. Dezember 1986 in die Liste der Baudenkmäler in Korschenbroich eingetragen.
Das Empfangsgebäude wurde als traufenständiger Ziegelbau mit Ecklisenen und Klötzchenfries unter der Traufe versehen. Das aus dem Klassizismus rührende flachgeneigte Satteldach mit weitem Dachüberstand wurde in den Giebeln durch Mauervorlagen begleitet. Die zwei Geschosse weisen im Obergeschoss zwei, im Erdgeschoss drei Achsen auf. Die rundbogigen Öffnungen erhielten den gleichen Zierrat, den schon die erste Empfangsgebäudegeneration erhalten hatte. Damit schlossen die Baumeister an die Gestaltung der Typenbahnhöfe der ersten Generation an. Der schlichte Ziegelbau erhielt später einseitig einen eingeschossenen, dreiachsigen Anbau, ebenfalls mit rundbogigen Öffnungen, der noch einmal später um zwei Achsen erweitert wurde. Die erste Erweiterung enthält den Durchgang zum Bahnsteig und ist demnach in der Periode der Einrichtung von Bahnsteigsperren in den 1890er Jahren entstanden. Die letzte Erweiterung nahm die Bahnhofgaststätte auf. Trotz der verschiedener Bauepochen entstand ein weitgehend einheitliches Ziegelgebäude.

## Bedienung
Im Fahrplanjahr 2025 wird der Bahnhof von einer S-Bahn-Linie (S8) bedient. 
| Linie | Verlauf | Takt                                                                       |
| ----- | --- | -------------------------------------------------------------------------- |
| S 8   | Hagen Hbf – HA-Wehringhausen – HA-Heubing – HA-Westerbauer – Gevelsberg-Knapp – Gevelsberg Hbf – Gevelsberg-Kipp – Gevelsberg West – Schwelm – Schwelm West – W-Langerfeld – W-Oberbarmen – W-Barmen – W-Unterbarmen – Wuppertal Hbf – W-Steinbeck – W-Zoologischer Garten – W-Sonnborn – W-Vohwinkel – Haan-Gruiten – Hochdahl-Millrath – Hochdahl – Erkrath – D-Gerresheim – D-Flingern – Düsseldorf Hbf – D-Friedrichstadt – D-Bilk – D-Völklinger Straße – D-Hamm – NE Rheinpark-Center – NE Am Kaiser – Neuss Hbf – Büttgen – Kleinenbroich – Korschenbroich – MG-Lürrip – Mönchengladbach Hbf Stand: Fahrplanwechsel Dezember 2023 | 30 min 60 min (Hagen–Oberbarmen) 20 min (Oberbarmen–M’gladbach wochentags) |

Darüber hinaus fahren vier Buslinien den Bahnhof an:
| Linie | Verlauf | Takt                           |
| ----- | --- | ------------------------------ |
| 016   | Korschenbroich Bf – Schloss Rheydt – Rheydt Hbf – Wickrath Bf – Wickrath, Markt (– Wickrath, Im Schlaun / – Buchholz) |                                |
| 021   | Korschenbroich Bf – Giesenkirchen, Konstantinplatz                                                                    | einzelne Fahrten an Schultagen |
| 029   | Korschenbroich Bf – Raderbroich – Herrenshoff, Kapelle – Mönchengladbach-Lürrip – Mönchengladbach Hbf                 | 60 min                         |
| 032   | Korschenbroich Bf – Pesch – Kleinenbroich Bf – Kleinenbroich, Haydnweg                                                | einzelne Fahrten an Schultagen |